# Prolepsis (Philosophie)
Die Bezeichnung Prolepsis (griech. πρόληψις [Prolepsis]; deutsch Vorwegnahme, Annahme, englisch preconception, anticipation), wörtlich die „Vorwegnahme“, geht auf Epikur zurück, der damit, spärlich überliefert, einen im Rahmen seiner Definition von Wahrheit notwendigen Begriff benennt. Im antiken Epikureismus der griechischen Philosophie bezeichnet Prolepsis den aus mehreren Wahrnehmungen gebildeten Allgemeinbegriff, in der parallel entwickelten Stoa den unmittelbar aus der Wahrnehmung (aufgrund einer angeborenen Fähigkeit) gebildeten Begriff.

## Begriffsherkunft
Epikur definiert › Wahrheit ‹ über Kriterien aus drei verschiedenen Bereichen und prägt in diesem Zusammenhang den Begriff Prolepsis als „Vorwegnahme“ (bzw. „Allgemeinbegriff“ oder „Primärvorstellung“), den er neben dem Gefühl (griechisch πάθος [páthos], „Leidenschaft“) und der Ästhetik (griechisch άισθήσεις [aísthesis], „Wahrnehmung“) nennt. Latinisiert wird diese „Vorwegnahme“ als Antizipation bezeichnet. Bei Epikur wird die Prolepsis als „eine in der Seele vorweggenommene Vorstellung an ein Thema, ohne die man nichts verstehen, fragen und diskutieren kann“ definiert.
Der spätantike Diogenes Laertius hingegen versteht Prolepsis als „Erinnerung an das oft von außen Erschienene“ und somit als empirisch auffassbaren Begriff.
Nach der Überlieferung durch Cicero in De natura deorum definierte sein Zeitgenosse Gaius Velleius als Vertreter der späteren Epikureischen Schule die Prolepsis als „angeboren“ und stimmt hierin mit der Stoa überein.